# Alexandre Koberidze
Alexandre Koberidze, né le 19 octobre 1984 à Tbilissi en Union soviétique, est un réalisateur et acteur géorgien.

## Biographie

### Formation et premiers courts métrages
Alexandre Koberidze a grandi avec son frère Giorgi et l'acteur Giorgi Botchorichvili, qui deviendra plus tard célèbre en Géorgie. Selon ses propres dires, Botchorichvili est son premier choix pour les rôles de ses films. Il engage également son frère comme acteur et compositeur dans ses œuvres.
Koberidze étudie la microéconomie et la production cinématographique à Tbilissi. Il est ensuite venu à Berlin pour étudier la mise en scène à la Deutsche Film- und Fernsehakademie Berlin (DFFB). Pendant ses études, il met en scène ses premiers courts métrages de fiction, qui sont présentés dans des festivals de cinéma allemands et internationaux. La production de 10 minutes Der Fall (2013), réalisée en collaboration avec Arte, raconte l'histoire d'un homme mystérieux accompagné d'un âne qui entre dans un café, à la suite de quoi trois personnes sont mortes peu de temps après. Cette œuvre en langue anglaise est désignée « court-métrage du mois » par la Deutsche Film- und Medienbewertung (FBW), qui lui a attribué la mention « particulièrement précieux ». Deux ans plus tard, le court-métrage de fiction Colophon (2015), d'une durée de 20 minutes, restitue ses images à travers le prisme de larmes de différentes formes géométriques. Ce film sans dialogue a reçu une mention élogieuse lors du Festival international du court métrage d'Oberhausen en 2015.

### Succès de longs métrages
En 2017, Koberidze a fait ses débuts dans le long métrage avec Lass den Sommer nie wieder kommen, une œuvre de près de trois heures et demie réalisée dans sa langue maternelle, pour laquelle il s'est inspiré du cinéma muet. Ce film expérimental sur « l'exploration de l'amour à l'ère du numérique » est tourné avec une caméra cadrée sur un téléphone portable et a participé à la Semaine de la critique de la Berlinale. Le film a également été présenté au FIDMarseille, Festival international de cinéma de Marseille et remporte le grand prix du jury ainsi que le prix du meilleur premier film. Lass das Sommer nie wieder kommen raconte l'histoire d'un jeune danseur de la campagne qui participe à des combats de boxe illégaux à Tbilissi pour de l'argent, se prostitue pour des hommes et tombe plus tard amoureux d'un soldat, Le film de Koberidze a reçu le prix de la critique cinématographique allemande en 2017. La même année, il est de nouveau invité au Festival international du court métrage d'Oberhausen pour son court métrage de six minutes Der perfekte Zuschauer (2017). Avec KVIRA et Linger on some pale blue dot (tous deux sortis en 2019), il s'est consacré à des courts métrages documentaires.
En 2021, Koberidse a été invité à participer à la compétition de la 71e Berlinale pour son deuxième long métrage Sous le ciel de Koutaïssi. Dans cette œuvre de près de deux heures et demie, il s'est à nouveau consacré à la « poésie de l'absence de but », comme il l'avait déjà montré auparavant dans Lass den Sommer nie wieder kommen. Ce film romantique se déroule dans la ville géorgienne de Koutaïssi et raconte l'histoire d'un couple d'amoureux victime d'une malédiction. Si l'œuvre n'a pas été primée par le jury du concours, Koberidze s'est vu décerner le prix FIPRESCI.
Alexandre Koberidze compte le football parmi ses hobbies et apprécie entre autres les films muets ainsi que les œuvres de Nanni Moretti (Journal intime) et de Béla Tarr. Parallèlement à son travail de cinéaste, il est apparu comme acteur dans tous les films de son camarade du DFFB Julian Radlmaier, comme dernièrement dans le rôle principal de l'ouvrier soviétique Lyovouchka dans la comédie vampirique marxiste Suceurs de sang, une comédie marxiste de vampires (2021).

## Filmographie

### Réalisateur
- 2014 : Der Fall (court métrage)
- 2015 : Colophon (court métrage)
- 2017 : Lass den Sommer nie wieder kommen
- 2017 : Der perfekte Zuschauer (court métrage)
- 2019 : 30 (+) films pour la 30ème (documentaire, Segment KVIRA)
- 2019 : Linger on some pale blue dot (court métrage documentaire)
- 2021 : Sous le ciel de Koutaïssi (რას ვხედავთ როდესაც ცას ვუყურებთ?)

### Acteur
- 2014 : Ein proletarisches Wintermärchen
- 2017 : Selbstkritik eines bürgerlichen Hundes
- 2021 : Der unsichtbare Film
- 2021 : Suceurs de sang, une comédie marxiste de vampires (Blutsauger)